# Carlo Emanuele d'Este

Stemma di famiglia

Carlo Emanuele d'Este (1622 – Vienna, 24 ottobre 1695) figlio di Sigismondo d'Este e di Francesca Charledes d'Antel d'Hostel. 4º Marchese di Borgomanero  e Porlezza, 2* Marchese di Santa Cristina. Governatore di San Martino in Rio.

## Biografia
Carlo Emanuele nacque nel 1622 da Sigismondo d’Este, 2º Marchese di Lanzo e da Francesca Charledes d’Antel d’Hostel. Il padre di Carlo Emanuele era il fratello di Carlo Filiberto I d'Este, 2º Marchese di San Martino in Rio, 3º Marchese di Borgomanero e Porlezza, 1º Marchese di Santa Cristina, 4º Conte di Corteolona, Signore di Campogalliano e Castellarano, Signore del Vicariato di Belgioioso.
Carlo Emanuele dapprima generale di cavalleria leggera fu nel 1612 promosso capitano generale degli uomini d'arme della Lombardia.
Nel 1645 sposa Paola Camilla Marliani, vedova di Valeriano Sfondrati.
Nel 1652 lo zio Carlo Filiberto I d'Este lascerà erede del Marchesato di San Martino e giurisdizioni annesse, Filippo II Francesco d'Este, fratello di Carlo Emanuele. La successione invece del Marchesato di Borgomanero e Porlezza fu alquanto complicata e vide dapprima la trasmissione del feudo di Porlezza, il 5 aprile del 1652, in via di deposito a Carlo Emanuele; questi infine per ottenere il 20 dicembre 1653 la formale investitura per Borgomanero, Porlezza e Belgioioso dovrà rinunciare ad ogni pretesa sul feudo piemontese di Lanzo.
Carlo Emanuele d'Este fu Governatore di San Martino in Rio.
Morì il 24 ottobre 1695 a Vienna, dove era andato per ottenere dall’Imperatore Leopoldo I d'Asburgo, l’investitura del Ducato di Modena e Reggio per Rinaldo d'Este. L’incarico venne assunto per surroga da Sigismondo III d'Este, che partì alla volta di Vienna pertanto per sostituire lo zio defunto.

## Discendenza
Sposò Paola Camilla Marliani; dal matrimonio nacque un solo figlio:
- Carlo Filiberto (1646 – 1714), 5º Marchese di Borgomanero e Porlezza 3* Marchese di Santa Cristina

## Ascendenza
|                                                   |   |                                    | Genitori                                  |  |  | Nonni |  |  | Bisnonni          |  |  | Trisnonni                                |  |
|                                                   |   |                                    |                                           |  |  |       |  |  | Sigismondo d'Este |  |  | Ercole d'Este, II signore di San Martino |  |
|                                                   |   |                                    |                                           |  |  |       |  |  | Sigismondo d'Este |  |  | Ercole d'Este, II signore di San Martino |  |
|                                                   |   | Angela Sforza                      |                                           |  |  |       |  |  | Sigismondo d'Este |  |  |                                          |  |
| Filippo I d'Este, I marchese di San Martino       |   |                                    |                                           |  |  |       |  |  | Sigismondo d'Este |  |  |                                          |  |
|                                                   |   | Giustina Trivulzio                 | Paolo Camillo Trivulzio, I duca di Boiano |  |  |       |  |  |                   |  |  |                                          |  |
|                                                   |   | Giustina Trivulzio                 | Paolo Camillo Trivulzio, I duca di Boiano |  |  |       |  |  |                   |  |  |                                          |  |
|                                                   |   | Giustina Trivulzio                 | Barbara Stanga                            |  |  |       |  |  |                   |  |  |                                          |  |
| Sigismondo d'Este, marchese di Lanzo              |   | Giustina Trivulzio                 |                                           |  |  |       |  |  |                   |  |  |                                          |  |
|                                                   |   | Emanuele Filiberto, duca di Savoia | Carlo II, duca di Savoia                  |  |  |       |  |  |                   |  |  |                                          |  |
|                                                   |   | Emanuele Filiberto, duca di Savoia | Carlo II, duca di Savoia                  |  |  |       |  |  |                   |  |  |                                          |  |
|                                                   |   | Emanuele Filiberto, duca di Savoia | Beatriz de Portugal                       |  |  |       |  |  |                   |  |  |                                          |  |
| Maria di Savoia                                   |   | Emanuele Filiberto, duca di Savoia |                                           |  |  |       |  |  |                   |  |  |                                          |  |
|                                                   |   | Laura Crevola                      | …                                         |  |  |       |  |  |                   |  |  |                                          |  |
|                                                   |   | Laura Crevola                      | …                                         |  |  |       |  |  |                   |  |  |                                          |  |
|                                                   |   | Laura Crevola                      | …                                         |  |  |       |  |  |                   |  |  |                                          |  |
| Carlo Emanuele d'Este, II marchese di Borgomanero |   | Laura Crevola                      |                                           |  |  |       |  |  |                   |  |  |                                          |  |
|                                                   | … | …                                  |                                           |  |  |       |  |  |                   |  |  |                                          |  |
|                                                   | … | …                                  |                                           |  |  |       |  |  |                   |  |  |                                          |  |
|                                                   | … | …                                  |                                           |  |  |       |  |  |                   |  |  |                                          |  |
| …                                                 | … |                                    |                                           |  |  |       |  |  |                   |  |  |                                          |  |
|                                                   |   | …                                  | …                                         |  |  |       |  |  |                   |  |  |                                          |  |
|                                                   |   | …                                  | …                                         |  |  |       |  |  |                   |  |  |                                          |  |
|                                                   |   | …                                  | …                                         |  |  |       |  |  |                   |  |  |                                          |  |
| Françoise Charledes d'Antel d'Hôtel               |   | …                                  |                                           |  |  |       |  |  |                   |  |  |                                          |  |
|                                                   |   | …                                  | …                                         |  |  |       |  |  |                   |  |  |                                          |  |
|                                                   |   | …                                  | …                                         |  |  |       |  |  |                   |  |  |                                          |  |
|                                                   |   | …                                  | …                                         |  |  |       |  |  |                   |  |  |                                          |  |
| …                                                 |   | …                                  |                                           |  |  |       |  |  |                   |  |  |                                          |  |
|                                                   |   | …                                  | …                                         |  |  |       |  |  |                   |  |  |                                          |  |
|                                                   |   | …                                  | …                                         |  |  |       |  |  |                   |  |  |                                          |  |
|                                                   |   | …                                  | …                                         |  |  |       |  |  |                   |  |  |                                          |  |
|                                                   |   | …                                  |                                           |  |  |       |  |  |                   |  |  |                                          |  |